# Elisabet de Baviera (reina de Prússia)
Elisabet de Baviera, reina de Prússia (13 de novembre de 1801, Múnic - 14 de desembre de 1873, Dresden) fou Princesa de Baviera que pel seu matrimoni amb el rei Frederic Guillem IV de Prússia esdevingué reina de Prússia.
Fou filla del rei Maximilià I Josep de Baviera i de la princesa Carolina de Baden. La princesa cresqué a l'ambient cortesà de Múnic i romangué molt unida a les seves germanes, unió que duraria al llarg de tota la seva vida i principalment amb l'arxiduquessa Sofia de Baviera i les reines Maria de Baviera i Amàlia de Baviera.
Casada l'any 1823 amb el príncep hereu i després rei Frederic Guillem IV de Prússia, fill del rei Frederic Guillem III de Prússia i de la princesa Lluïsa de Mecklenburg-Strelitz, la parella no tingué fills.
Políticament molt activa, no deixà de maldà tant sobre el seu marit com sobre els polítics prussians per tal que es mantingué la unió austroprussiana. La reina, però, també exercí d'esposa servicial i durant la llarga malaltia del seu espòs no deixà d'estar al seu costat exercint d'infermera.
En quedar viuda, l'any 1861, romangué a Potsdam al castell de Sanssouci i al palau berlinès de Charlottenburg. També intensificà les seves visites a Viena i a Dresden. Fou enterrada al costat del seu espòs a Potsdam.